# PunBB
PunBB ist eine PHP-basierte freie Software zum Betrieb von Diskussionsforen mit der Zielsetzung und dem Anspruch, schneller zu sein und mit weniger Hardware-Ressourcen auszukommen als andere populäre Foren-Software. Es ist veröffentlicht unter der GNU General Public License. Weitere Ziele der Entwicklung waren ein sparsamerer Einsatz von Grafiken und die Ausgabe von semantisch korrektem (X)HTML. PunBB erreicht sein Ziel der „Leichtigkeit“ vor allem durch Verzicht auf Funktionen, die nicht zwangsläufig zu einem klassischen Diskussionsforum gehören, wie z. B. eine Funktion für Privatnachrichten. Stattdessen wird mehr Programmieraufwand in die Optimierung der schlanken Software gesteckt. Durch Cascading Style Sheets werden viele individuelle Anpassungen des Forums ohne Eingriff in den eigentlichen Quellcode möglich.
Durch das Konzept eines „leichten“ Forensystems fehlen dem PunBB einige Funktionen, die in anderen Forensystemen verbreitet sind, unter anderem:
- private Nachrichten
- Dateianhänge
- Umfragen
- erweiterte Textformatierung

Die meisten dieser nicht unterstützten Funktionen sind jedoch realisierbar durch den Einsatz von unabhängig entwickelten und einfach nachrüstbaren Modifikationen.

## Anforderungen
PunBB ist in PHP geschrieben und braucht deswegen auch eine entsprechende PHP-Umgebung. PunBB braucht zudem eine Datenbank für die Foren und Beiträge. Die Software unterstützt MySQL, PostgreSQL und SQLite.

## FluxBB
Im Mai 2008 teilte sich das Entwicklerteam von PunBB wegen Uneinigkeiten über zu implementierende Funktionen auf; einige von ihnen begannen an FluxBB, einem Fork von PunBB, zu arbeiten. Beide Teams arbeiten jedoch eng zusammen.